# Экспедиция на Сатурн
«Экспедиция на Сатурн» (дат. Rejsen til Saturn) — полнометражный компьютерный мультипликационный фильм Дании, частично основанный на одноимённом комиксе Клауса Делеурана. Фильм был выпущен 26 сентября 2008 года.
В России мультфильм был показан на телеканале 2х2 в мае 2011 года. 

## Сюжет
Датский миллиардер Курт Май отправляет космическую ракету, чтобы исследовать Сатурн на наличие природных ресурсов. Экипаж состоит из штурмана Пера Йенсена, выдающего себя за космонавта, сержанта Арне Скридсбёля, любителя выпить пива Фиссе-Оле, иммигранта с Ближнего Востока Джамиля, рассчитывающего на получение датского гражданства, и двух пилотов. После прибытия на Сатурн экипаж межпланетного корабля захватывают инопланетяне, занимающиеся осушением планет. При обыске ракеты землян сатурниане получают сообщение от Курта Мая, в котором он предлагает им земную воду в обмен на мировое господство. Верховный лидер инопланетян откликается на приглашение и устремляет свои корабли на Землю.
Выбравшись из плена, земляне отправляются в погоню за захватчиками. Теперь им предстоит не только спасти Землю от инопланетного вторжения, но и обрести дружбу и любовь.

## Роли озвучивали
- Каспер Кристенсен - Пер Йенсен
- Франк Хвам - сержант Арне Скридсбёль
- Али Казим - повар Джамиль Ахмадинеджад
- Симон Юль Ёргенсен - Фиссе-Оле
- Ибен Йейле - руководитель наземного контроля Сюзанна Мортенсен
- Ларс Хьёртшой - уфолог Иб
- Бьярке Сёбалле Андерсен - толпа
- Крестен Вестбьерг Андерсен - пьяница
- Петер Белли - диктатор Сатурна
- Клаус Бондам - судовладелец Курт Май
- Торбьёрн Кристофферсен - генерал пришельцев
- Тийн Класен - толпа
- Клаус Дархолт - ассистент
- Тобиас Дюбвод - премьер-министр Андерс Фог Расмуссен
- Крейг Фрэнк - афро-американский астронавт
- Мортен Пилегард Йесперсен - толпа
- Роберто Йоханссон - Йорген
- Карстен Кюллерих - немецкий крестьянин
- Хенрик Коэфед - доктор / исследователь инопланетян
- Флемминг Крёлль - принц Хенрик
- Тильда Ландгрин - маленькая девочка
- Йорген Лердам - либеральный журналист
- Андерс Лунд Мадсен - двойник Иисуса
- Джастин Мёрфи - республиканский астронавт
- Кьельд Норгаард - Апостол Пётр
- Эсбен Прицманн - сатурнианский солдат
- Лассе Риммер - ТВ-репортёр, Герт
- Йаск Роструп - Голос по внутренней связи
- Сидсель Роструп - Ангил
- Пук Шарбау - немецкая крестьянка
- Йонас Шмидт - агент №1
- Расмус Бьерг - агент №2
- Регитце Стампе - толпа
- Мартин Уичманн - налоговый мошенник

## Номинации
- 2009 — Robert Festival: номинация на премию «Robert» за лучший сценарий — Николай Арсель и Расмус Хейстерберг[3]
- 2009 — Варшавский кинофестиваль: номинация на премию «Free Spirit Award» — Крестен Вестбьерг Андерсен, Торбьорн Кристофферсен и Крейг Фрэнк[4]